# Tällnäs udde
Tällnäs udde (estniska: Tellise neem) är en udde i västra Estland.  Den ligger i Nuckö kommun i Läänemaa, 80 km sydväst om huvudstaden Tallinn.
Runt Tällnäs udde är det mycket glesbefolkat, med 2 invånare per kvadratkilometer. Närmaste by är Tällnäs och närmaste större samhälle är Hapsal, 16 km söder om Tallnäs udde.
Inlandsklimat råder i trakten. Årsmedeltemperaturen i trakten är 6 °C. Den varmaste månaden är augusti, då medeltemperaturen är 16 °C, och den kallaste är januari, med −7 °C.